# Итоби
Итоби (порт. Itobi)  —  муниципалитет в Бразилии, входит в штат Сан-Паулу. Составная часть мезорегиона Кампинас. Входит в экономико-статистический  микрорегион Сан-Жуан-да-Боа-Виста. Население составляет 7971 человек на 2006 год. Занимает площадь 138,610 км². Плотность населения — 57,5 чел./км².

## История
Город основан 18 февраля 1959 года. 

## Статистика
- Валовой внутренний продукт на 2003 составляет 54.894.191,00 реалов (данные: Бразильский институт географии и статистики).
- Валовой внутренний продукт на душу населения на 2003 составляет 7.093,19 реалов (данные: Бразильский институт географии и статистики).
- Индекс развития человеческого потенциала на 2000 составляет 0,782 (данные: Программа развития ООН).

## География
Климат местности: горный тропический.